# James Miller (football)
Pour les articles homonymes, voir James Miller et Miller.
James Miller (né à Greenock en Écosse à une date inconnue et mort à une date inconnue) était un joueur de football écossais.

## Biographie
Miller a en tout joué pour les clubs du Blantyre Victoria, Hamilton Academical, St. Mirren, Morton, Grimsby Town, Manchester United, York City, Boston Town et Shirebrook.